# Pácsony
Pácsony é um município da Hungria, situado no condado de Vas. Tem 10,01 km² de área e sua população em 2015 foi estimada em 293 habitantes.